# Campeonato de Peso Crucero de The Crash
El Campeonato de Peso Crucero de The Crash (The Crash Cruiserweight Championship, en inglés) es el campeonato crucero creado y utilizado por la compañía mexicano The Crash. Fue establecido el 14 de junio de 2013. El primer campeón es Fénix quien fue coronado en la función de The Crash celebrado el 14 de junio de 2013. El actual campeón es Tonalli, quien se encuentra en su primer reinado.

## Campeones

### Campeón actual
El campeón actual es Tonalli, quien se encuentra en su primer reinado como campeón. Tonalli ganó el campeonato luego de derrotar al ex-campeón Destiny, además de otros luchadores como Dinámico, Noisy Boy, El Enviado & Chris Carter en el 13th Aniversario de The Crash Tonalli todavía no registra hasta el 29 de junio de 2025 las siguientes defensas televisadas:

### Lista de campeones
† indica cambios no reconocidos por The Crash
|    | Luchador         | N.º | Fecha                  | Días  | Show o evento                 | Notas y referencias                                                                                 |
| -- | ---------------- | --- | ---------------------- | ----- | ----------------------------- | --------------------------------------------------------------------------------------------------- |
| 1  | Fénix            | 1   | 16 de junio de 2013    | 232   | Live event                    | Derrotó a Angel Metálico, Flamita, Pentagón Jr., Star Boy, Tony Casanova, Willie Mack y X-Torm.     |
| 2  | Angel Metálico   | 1   | 1 de febrero de 2014   | 461   | Live event                    | Derrotó a Fénix, Daga y a Star Boy en un Ladder match.                                              |
| 3  | Pentagón Jr.     | 1   | 8 de mayo de 2015      | 147   | The Crash                     | Derrotó a Angel Metálico, Drago y Zarco.                                                            |
| —  | Bestia 666       | †   | 2 de octubre de 2015   | —     | The Crash                     | Reinado no reconocido por The Crash.                                                                |
| —  | Vacante          | —   | 2016                   | —     | —                             | Debido a que Bestia dejó vacante el título por razones desconocidos.                                |
| 4  | Flamita          | 1   | 13 de agosto de 2016   | 293   | The Crash                     | Derrotó a El Torito, Fly Warrior, Laredo Kid, Lince Dorado, Séptimo Dragon y Willie Mack.           |
| 5  | Rey Horus        | 1   | 2 de junio de 2017     | 65    | The Crash                     | [ 6 ]                                                                                               |
| 6  | Rey Fénix        | 2   | 6 de agosto de 2017    | 255   | The Crash                     | Derrotó a Rey Horus, Último Ninja y Sammy Guevara. Rey Fénix fue conocido anteriormente como Fénix. |
| —  | Vacante          | —   | 18 de abril de 2018    | —     | —                             | Debido a que Fénix renunciada voluntariamente para subir de categoría a peso completo.              |
| 7  | Bandido          | 1   | 19 de mayo de 2018     | 308   | The Crash                     | Derrotó a Laredo Kid y Dezmond Xavier.                                                              |
| 8  | Jonathan Gresham | 1   | 23 de marzo de 2019    | 223   | The Crash                     | [ 9 ]                                                                                               |
| 9  | Oráculo          | 1   | 1 de noviembre de 2019 | 735   | 8th Aniversario de The Crash  | Derrotó a Black Danger, Dinámico y Jonathan Gresham.                                                |
| 10 | Dinámico         | 1   | 5 de noviembre de 2021 | 133   | 10th Aniversario de The Crash | Derrotó a Black Danger y Oráculo.                                                                   |
| —  | Vacante          | —   | 18 de marzo de 2022    | —     | The Crash                     | Después de que Dinamico firmara con Ring of Honor.                                                  |
| 11 | Black Destiny    | 1   | 18 de marzo de 2022    | 1199+ | The Crash                     | Derrotó a Black Danger, Septimo Dragon y Skalibur.                                                  |

### Total de días con el título
La siguiente lista muestra el total de días que un luchador ha poseído el campeonato si se suman todos los reinados que posee. Actualizado a la fecha del 29 de junio de 2025.
| + | Indica al campeón actual |

| N.º | Campeones        | Reinados | Total de días |
| --- | ---------------- | -------- | ------------- |
| 1   | Black Destiny    | 1        | 1199+         |
| 2   | Oráculo          | 1        | 735           |
| 3   | Fénix/Rey Fénix  | 2        | 487           |
| 4   | Ángel Metálico   | 1        | 461           |
| 5   | Bandido          | 1        | 308           |
| 6   | Flamita          | 1        | 293           |
| 7   | Jonathan Gresham | 1        | 223           |
| 8   | Pentagón Jr.     | 1        | 147           |
| 9   | Dinámico         | 1        | 133           |
| 10  | Rey Horus        | 1        | 65            |

### Mayor cantidad de reinados
| Reinados | Luchador (es)   |
| -------- | --------------- |
| 2 veces  | Fénix/Rey Fénix |